# Arêches
Ne doit pas être confondu avec Arêches-Beaufort.
Arêches est un village de France situé dans le Beaufortain, sur le territoire communal de Beaufort, dans le département de la Savoie en région Auvergne-Rhône-Alpes.

## Toponymie
Le toponyme « Arêches » semble trouver son origine dans le mot francoprovençal arachi signifiant « arracher, essarter, défricher ». Ce mot dériverait du français « arracher » lui-même trouvant son origine dans la langue latine du bas latin exradicare, altération du latin eradicare, « déraciner, détruire », avec le préfixe latin e, ex et de radix, radicis, « racine ». Pour Nègre, le mot Arâches est une évolution du mot français arage signifiant « terre labourable » qui aurait dérivé dans la langue locale.

## Géographie
Le village est situé dans le massif du Beaufortain, à la confluence de l'Argentine et du torrent de Poncellamont, à 25 kilomètres d'Albertville. Il dépend de la commune de Beaufort dont le village se trouve en aval au nord, dans la vallée du Doron.
Les versants au-dessus du village sont parsemés d'un grand nombre de chalets d'alpages en bois et de fermes avec leurs troupeaux de vaches de races tarine et abondance.
Parmi les trois barrages hydroélectriques de la commune, celui de Saint-Guérin se trouve en amont d'Arêches, en direction du cormet d'Arêches.

## Histoire
En parallèle du développement du tourisme à Beaufort dans la première partie du XIXe siècle, l'hôtel Viallet est construit à Arêches. Le tourisme hivernal arrive vers la fin des années 1920. En 1924, l'instituteur Marcel Avocat fonde le Ski-Club de la région. En 1927, l'association organise un concours. Des courses sont organisées au début des années 1930 sur les versants du Grand Mont, au-dessus du village.
L'exploitation de la houille blanche, puis plus tard la construction de barrages, permet le développement des infrastructures touristiques. En effet, les indemnités versés par EDF à la commune de Beaufort, pour l'exploitation des barrages, apportent des capitaux permettant à la commune de financer de nouveaux projets dont une station touristique, installée sur le secteur d'Arêches. La station se développe surtout au lendemain de la Seconde Guerre mondiale. Des hébergements sont construits dont des maisons familiales. Les premières installations des remontées mécaniques se font en 1947.

## Personnalités liées au village
- Marcel Perrier (1933-2017), évêque de Pamiers, Couserans et Mirepoix de 2000 à 2008.
- Hubert Beuve-Méry, fondateur du quotidien français Le Monde, séjourna régulièrement à Arêches lors de ses vacances[4].
- Axelle Gachet-Mollaret, championne française de ski de randonnée et de trail
- François d'Haene, quadruple vainqueur de l'UTMB vit à Arêches.
- Jim Walmsley, vainqueur de l'édition 2023 de l'UTMB a habité deux ans à Arêches avant sa victoire[5].

### Sources communales
- Données issues des sites de la mairie de Beaufort-sur-Doron et de la station

1. ↑  « L'histoire de nos villages »(Archive.org • Wikiwix • Archive.is • Google • Que faire ?), sur le site de la mairie de beaufort - www.mairie-beaufort73.com (consulté le 2 janvier 2014).